# بختیار خلجی
اختیارالدین محمد بختیار خلجی که به نام بختیار خلجی نیز شناخته می‌شود، یک خلج-افغان مسلمان بود که بنگال و بیهار را در سال‌های ۱۱۹۷ تا ۱۲۰۶ فتح کرد و سپس بر آن فرمان راند.
بختیار خلجی فتوحات مسلمانان در مناطق شرقی هند بنگال و بیهار را رهبری کرد و خود را به عنوان حاکم آنها تثبیت کرد. تهاجمات خلجی به شبه قاره هند بین سال‌های ۱۱۹۷ و ۱۲۰۶ پس از میلاد منجر به فرار دسته‌جمعی و قتل راهبان بودایی شد و آسیب جدی به مؤسسات آموزش عالی سنتی بودایی در شمال هند وارد کرد.
در بنگال، سلطنت خلجی مسئول جایگزینی آیین بودا با اسلام شد. گفته می‌شود که حکومت او آغازگر حکومت اسلامی در بنگال، به ویژه حکومت‌های سلطان‌نشین بنگال و گورکانیان بنگال بود. بختیار همچنین لشکرکشی‌ای به تبت را به راه انداخت که طی آن در سال ۱۲۰۶ کشته شد و محمد شیران خلجی به جای او نشست.

## پیشینه
بختیار خلجی در گرمسیر هلمند در جنوب افغانستان امروزی به دنیا آمد و بزرگ شد. او عضو قبیله خلج بود، قبیله‌ای با اصالت ترک که پس از سکونت بیش از ۲۰۰ سال در جنوب شرقی افغانستان، روند پشتون شدن را طی می‌کرد. این روند در نهایت منجر به ایجاد قبیله غلجی شد.
بختیار خلجی رهبر لشکریانی شد که بخش‌هایی از شرق هند را در پایان قرن دوازدهم و در آغاز قرن سیزدهم فتح کرد. در روایات داستانی آمده‌است که فتح بنگال توسط خلجی در راس ۱۸ سوار «پیشگویی شده بود.» او از طبقه‌ای معمولی بود. بازوهای بلندی داشت که تا زیر زانوهایش کشیده شده بود، قد کوتاه و چهره‌ای نامطلوب داشت. او ابتدا به حیث «دیوان ارض» در غور منصوب شد. سپس در حدود سال ۱۱۹۳ به هندوستان نزدیک شد و سعی کرد وارد لشکر قطب‌الدین ایبک شود، اما از به خدمت گرفتن او خودداری کردند. بختیار خلجی سپس به سمت شرق پیش رفت و زیر نظر مالک حزب الدین و سپس فرماندهی یک دسته در بدایون در شمال هند مشغول به کار شد. پس از مدت کوتاهی به پادشاهی اوده رفت و مالک حسام الدین او را به شایستگی شناخت. حسام یک ملک زمینی در گوشه جنوب شرقی منطقه میرزاپور امروزی به او داد. خلجی به زودی خود را در آنجا مستقر کرد و حملات موفقیت‌آمیزی را به مناطق ضعیف در شرق انجام داد.